# Liberale Ägyptische Partei
Die Liberale Ägyptische Partei (arabisch الحزب المصري الليبرالي, ägyptisch-arabisch: الحزب المصرى الليبرالى, el Hizb el Masri el Liberali), vormals Mutter-Ägypten-Partei, war eine säkulare politische Partei in Ägypten, die ursprünglich als Graswurzelbewegung entstand.
Die Partei sah sich in der Tradition der einheimischen anti-kolonialen Aktivisten des frühen 20. Jahrhunderts, welche die ägyptische Identität wieder verstärkt betonen wollte. Gemäß der Liberalen Ägyptischen Partei basiert die ägyptische Identität in Teilen auf der nationalen Unabhängigkeit von dem britischen und dem Osmanischen Reich, auf der Etablierung einer säkularen und demokratischen nationalen Regierung, und auf der Formalisierung der lokalen Masri Sprache (Ägyptisch-Arabisch).
Die Liberale Ägyptische Partei strebte auch danach, die indigene Ägyptische Sprache, die im 19. Jahrhundert endgültig ausgestorben ist, wiederzubeleben und Ägypten von der durch Gamal Abdel Nasser eingeführten arabisch-nationalistischen Politik zu lösen. Die Partei setzte sich für ein gutes Verhältnis zu Israel und für komplett normalisierte Beziehungen zum Westen ein. Sie rief zur Trennung der Religion von Politik und den meisten zivilen Angelegenheiten auf. Zudem trat die Partei für die Einführung der sozialen Marktwirtschaft und eine Reduzierung des staatlichen Einflusses auf die Wirtschaft ein.
Der Gründer der Liberalen Ägyptischen Partei war Mahmoud Elphraouni aus dem Gouvernement Assiut. Am 29. März 2011 schloss sich die Partei mit der Ägyptischen Sozialdemokratischen Partei zusammen.